# Сара Пенніпакер
Сара Пенніпакер (англ. Sara Pennypacker) — американська дитяча письменниця, акварелістка.

## Біографія
Сара Пенніпакер народилася 09 грудня 1951 року на півострові Кейп Код, штат Массачусетс, США. Перші оповідання були написані під час навчання у школі та позитивно оцінені її школьної вчителькою.
Згодом, після народження дітей, за словами авторки, вона зрозуміла, що «мусить навчитися писати для дітей».
Перша книга  під назвою «Оціпенілі» була опублікована у 1994 році.
Сара Пенніпакер вважає, що книги дають можливість читачеві думати про себе та, водночас, відкривають нові світи. Вона порівнює процес читання із створенням дзеркал та вікон, застосовуючи своє бачення у проекті DREAM (Розвиток освіти читання за допомогою методів мистецтва).

## Твори
Серія «Стюарт»:
- «Міс Стюарт», 2002;
- «Стюарт йде до школи», 2003.

Серія «Клементина»:
- «Клементина», 2006;
- «Талановита Клементина», 2007;
- «Лист Клементини», 2008;
- «Клементина, подруга тижня», 2010;
- "Клементина «Все про мене», 2011;
- «Клементина та сімейна зустріч», 2011;
- "Журнал Клементини «Все про тебе», 2012;
- «Клементина та весняна подорож», 2013;
- «Вся Клементина», 2015.

Серія:
- «Всесвітні пригоди Флета Стенлі»;
- «Велика гірська пригода», 2009;
- «Велике пограбування єгипетської могили», 2009;
- «Сюрприз японського ніндзя», 2009;
- «Безстрашна канадська експедиція», 2009;
- «Дивовижна мексиканська таємниця», 2010;
- «Відкриття африканського сафарі», 2010.

Серія:
- «Пакс», 2016;
- «Пакс. Мандрівка додому», 2021.

Серія «Вейлон!»:
- «Одна чудова річ», 2016;
- «Більше дивовижного», 2017;
- «Найдивовижніший з усіх», 2019.

Окремі твори:
- «Оціпенілі», 1994;
- «Літо циганських метеликів», 2012;
- «Тут, у реальному світі», 2020.

Графічні книги:
- «Історія акули», збірка, 2004;
- «Закоханий П'єр», 2007;
- «Горобець», 2009;
- «Зустріч тупиків», 2015[13][14].

## Відзнаки та нагороди
- Премія «Золотий змій», 2007[15];
- Медаль Кристофера, 2009[16].